# Pseudoneoponera oculata
Pseudoneoponera oculata (лат.) — вид муравьёв из подсемейства Ponerinae (Formicidae), который ранее включался в состав Pachycondyla. Эндемик Австралии.

## Распространение
Встречаются в Австралии.

## Описание
Среднего размера муравьи коренастого телосложения с грубой скульптурой матового тела. Длина около 1,5 см, коричневого цвета, голова буровато-чёрная, ноги и усики светлее (желтовтао-коричневые). На верхнем крае петиоля зубцы отсутствуют. Оцеллии крупные, выступающие. Усики 12-члениковые. Глаза расположены у средней линии головы. Мезоплеврон не разделён поперечной бороздкой. Метанотальная бороздка отсутствует. Мандибулы треугольные. Проподеум без шипиков или зубцов. Средние и задние ноги с одной голенной шпорой. Стебелёк между грудкой и брюшком состоит из одного узловидного членика петиоля. Брюшко с сильной перетяжкой между 1-м (A3) и 2-м (A4) сегментами.

## Систематика
Вид был впервые описан в 1858 году английским энтомологом Фредериком Смитом (1805—1879) под названием Ponera oculata Smith, 1858. В дальнейшем включался в состав рода Pachycondyla. В 2009 году Крис Шмидт (Schmidt, 2009), проведя молекулярно-генетический филогенетический анализ подсемейства понерины предложил восстановить род Pseudoneoponera. Самостоятельный родовой статус и обновлённое видовое название были официально восстановлены в 2014 году.